# Piżama (film)
Piżama – polski film fabularny z 1971 roku, na podstawie opowiadania Leszka Płażewskiego, w reżyserii Antoniego Krauzego.

## Obsada
- Stanisława Celińska – Jadwiga
- Andrzej Wilk – Stasiek, mąż Jadwigi
- Władysław Dewoyno – szef Staśka w hucie
- Adam Dzieszyński – brat Jadwigi
- Ireneusz Karamon – kolega Staśka
- Ryszard Kotys – brat Jadwigi
- Danuta Lewandowska – koleżanka Jadwigi
- Marta Ławińska – koleżanka Jadwigi
- Kazimierz Ostrowicz – ojciec Jadwigi
- Cecylia Putro-Morawska – koleżanka Jadwigi
- Helena Reklewska – koleżanka Jadwigi

## Fabuła
Młode małżeństwo zamieszkuje hotel robotniczy. Kobieta wskutek rozmów z koleżankami, dochodzi do wniosku, że symbolem nowoczesności oraz wysokiego statusu społecznego jest piżama. Usilnie nakłania męża do nabycia nocnego odzienia, w którym odtąd ma spać. Zamieszanie wokół piżamy staje się przyczyną szeregu zabawnych zdarzeń w życiu młodego małżeństwa.
W fabule filmu w mieszkaniu małżeństwa Jadwigi i Staśka w telewizorze jest emitowany mecz hokejowy: Czechosłowacja–ZSRR, następnie serial telewizyjny Czterej pancerni i pies i reportaż filmowy pt. Szlakiem dobrej roboty.